# Le Giaour
Le Giaour (The Giaour) est un poème narratif de Lord Byron publié en 1813, faisant partie de ses poèmes orientaux. « Giaour » est un terme de mépris appliqué par les Turcs aux infidèles.

## Résumé

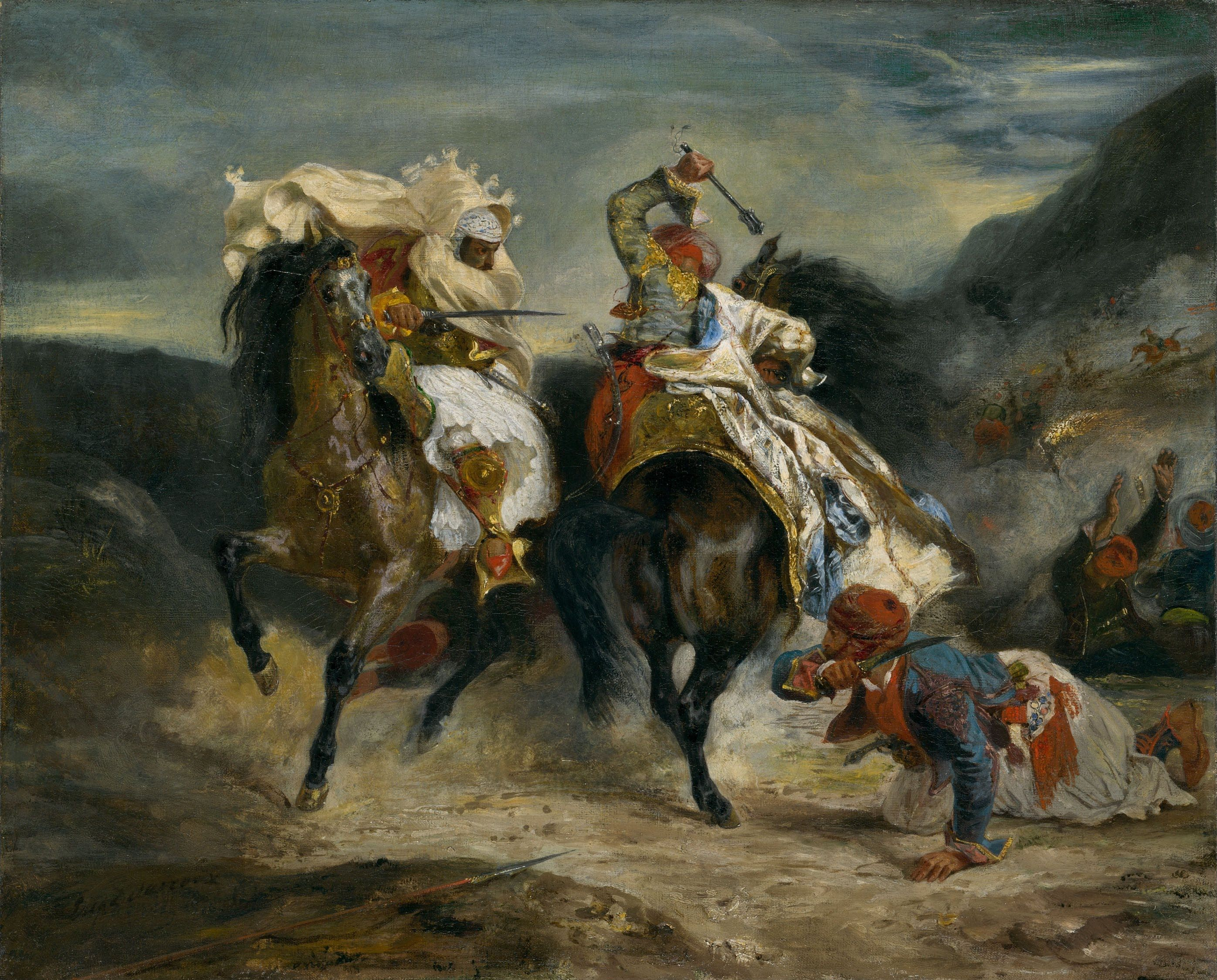
Le Combat du Giaour et du Pacha par Eugène Delacroix, 1827

Byron commence par se lamenter sur la gloire déchue des Grecs qui ne tentent même plus de se révolter contre l'occupant ottoman : « C'est vainement que la Liberté ferait appel à des cœurs façonnés à leur esclavage, et essaierait de relever des fronts qui vont d'eux-mêmes au-devant du joug. » Puis il esquisse un récit, par bribes : un cavalier galope dans la nuit, un sac est jeté dans la mer, Hassan délaisse son harem à cause du souvenir de son esclave circassienne Leila, qui, déguisée en page feignant de se rendre au bain, lui a préféré un giaour. Hassan part se chercher une nouvelle femme. Arrivé près du mont Liakoura, au centre de la Grèce, il se fait attaquer. C'est le Giaour et ses hommes. S'ensuit un duel. Hassan meurt. Le Giaour s'est vengé de la mort de Leila jetée à la mer.
Le Giaour se retire dans un monastère pour « expier quelque noir forfait qu'il ne veut pas révéler ». Avant de mourir, il s'adresse au Père du monastère et, dans un long monologue, lui raconte son histoire : « Sa mort [de Leïla] n'est pas mon ouvrage, bien que j'en aie été la cause. Néanmoins il ne fit que ce que j'aurais fait si elle eut été infidèle à un autre que lui. Elle le trahit, il l'immola. Elle m'aimait, je le fis tomber sous mes coups. Quelque mérité que pût être son sort, elle m'était fidèle en le trahissant ; elle me donna son cœur, la seule chose que la tyrannie ne puisse soumettre ; et moi, hélas ! venu trop tard pour la sauver, — je donnai tout ce que je pouvais donner alors : [...] je donnais un tombeau à notre ennemi. »

## Thème du Vampire
Le Giaour est l’occasion pour Lord Byron d’aborder le thème du vampire, superstition très présente en Orient. Un Turc, l'un des trois narrateurs de l'histoire, décrit Hassan accueilli par les Houris au Paradis, puisque selon la croyance turque « Qui meurt en combattant les giaour jouira d'une immortelle félicité ». De là, Hassan lance des imprécations contre le Giaour qui l'a tué : « Mais d'abord ton corps sera arraché à sa tombe, et tu seras envoyé sur la terre sous la forme d'un vampire, pour apparaître, spectre horrible, dans ton pays natal, et y sucer le sang de toute la race ; là, à l'heure de minuit, tu viendras boire la vie de ta fille, de ta sœur, de ta femme, en maudissant l'exécrable aliment dont tu es condamné à sustenter ton cadavre vivant et livide ; tes victimes, avant d'expirer, dans le démon qui les tue reconnaîtront leur père, leur frère, leur époux ; elles te maudiront et tu les maudiras, et tu verras les fleurs se flétrir sur leur tige [...] Ton propre sang dégouttera de tes dents grinçantes et de tes lèvres convulsives ; alors retourne dans ta tombe lugubre, va rejoindre avec ta rage les goules et les afrits qui reculeront d'horreur à la vue d'un spectre plus maudit qu'eux-mêmes. »
Ce sujet sera repris par John William Polidori, à partir d’un brouillon de Lord Byron écrit à l’été 1817 à la villa Diodati, dans sa nouvelle Le Vampire.

## Inspirations
Le thème a inspiré le peintre romantique Théodore Géricault en 1822-1823 dans une aquarelle conservée au Getty Museum à Los Angeles
Un peu plus tard, Eugène Delacroix, réalisa trois tableaux du Combat du Giaour et du Pacha, la première version, datant de 1826, conservée à l’Art Institute of Chicago, la seconde, réalisée vers 1829, dans une collection privée, puis une en 1835, actuellement au Petit Palais à Paris. 

Peintures romantiques
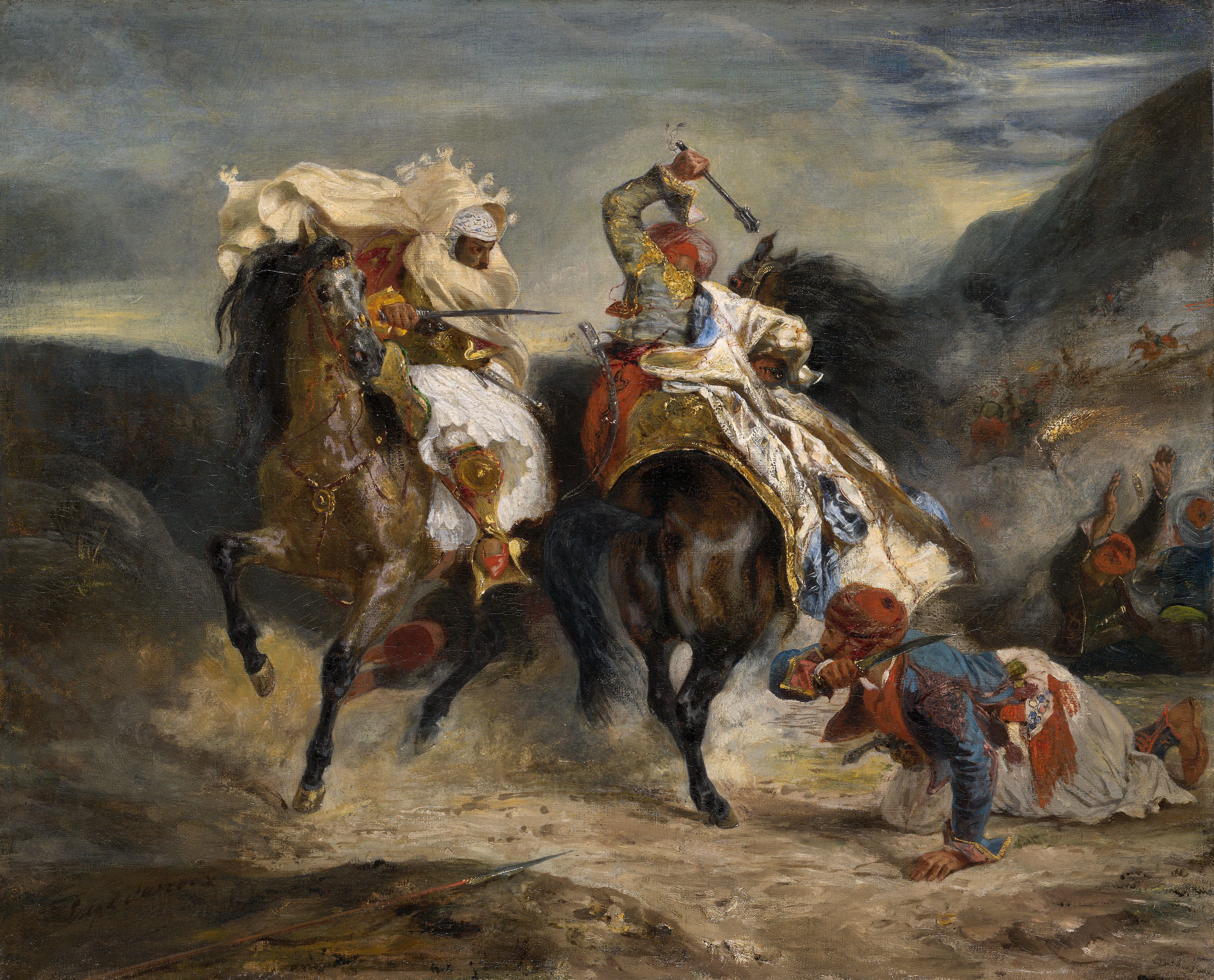
Combat du Giaour et Hassan, Eugène Delacroix, 1826, Art Institute of Chicago, Chicago.
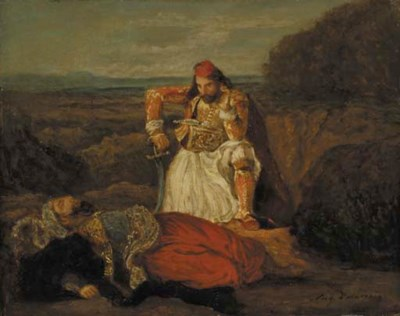
Le Giaour regardant Hassan mort Eugène Delacroix, vers 1829 Collection privée
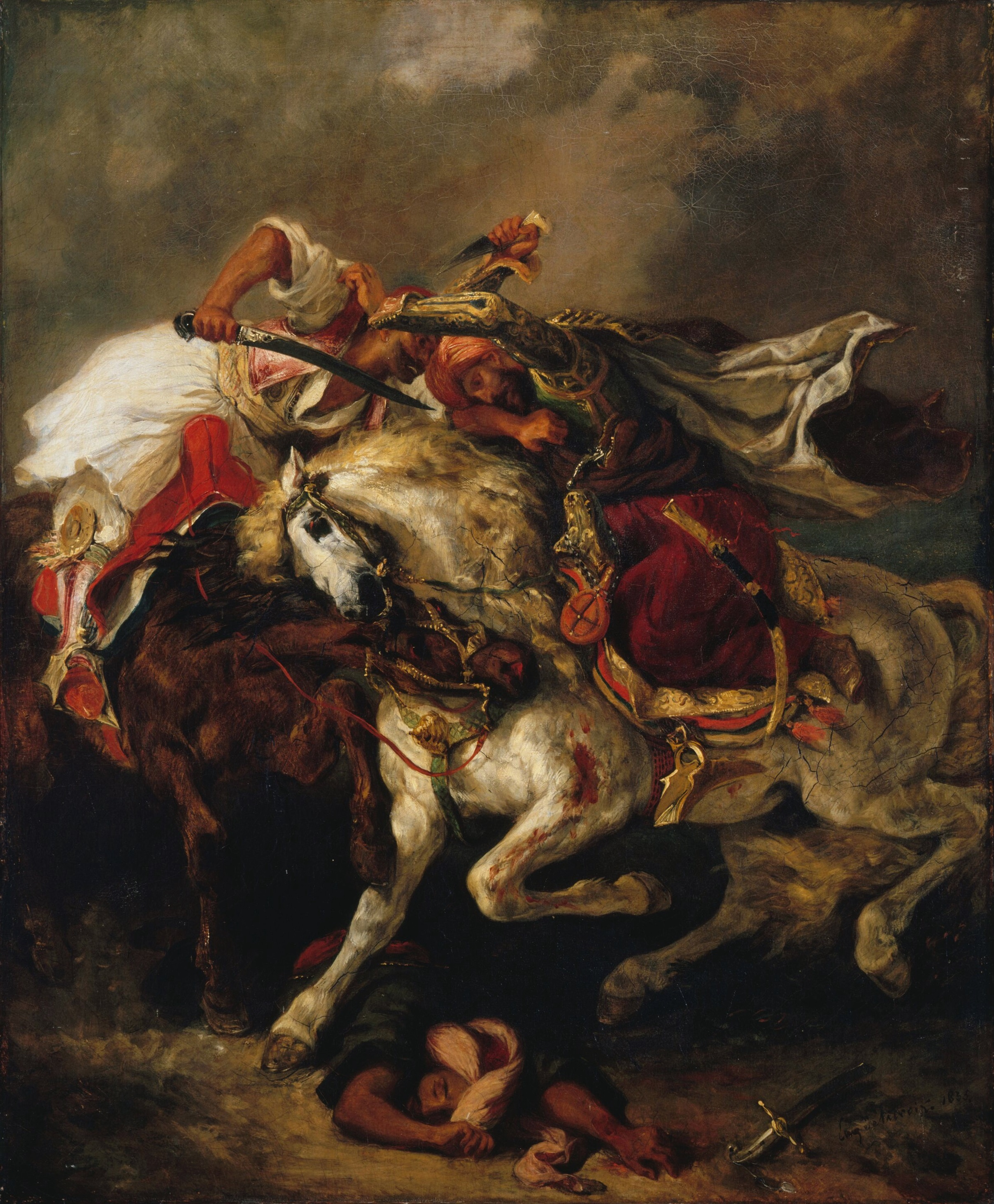
Combat du Giaour et du Pacha, Eugène Delacroix, 1835, Petit Palais, Paris.
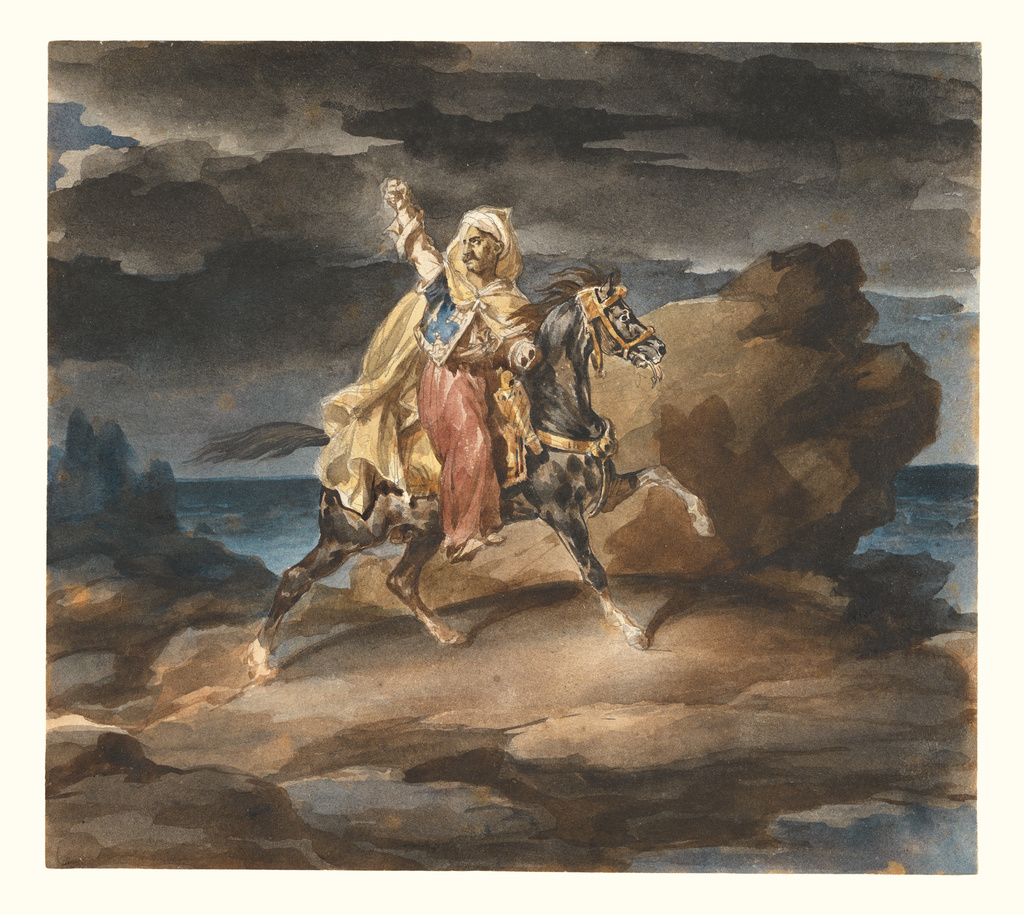
Le Giaour Théodore Géricault, 1822-1823 Getty Museum, Los Angeles
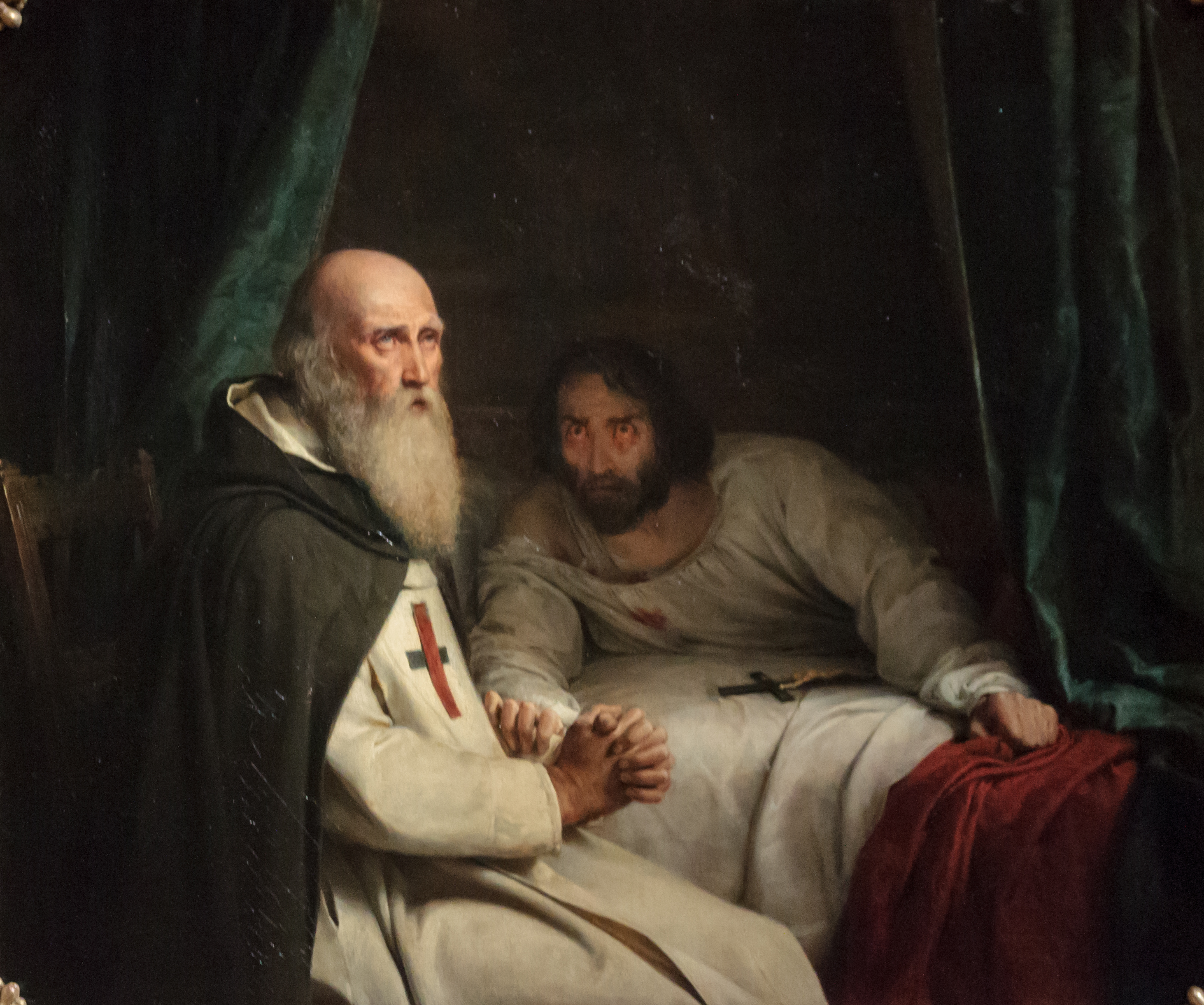
La Confession, Marie-Amélie Cogniet, 1842, Musée des Beaux-Arts d'Orléans

## Source
- Œuvres complètes de Lord Byron, traduction de Benjamin Laroche, 1847